# Bezzia pilosella
Bezzia pilosella är en tvåvingeart som beskrevs av Remm 1974. Bezzia pilosella ingår i släktet Bezzia och familjen svidknott. Inga underarter finns listade i Catalogue of Life.